# Зелена богиня (соус)
Зелена богиня (англ. Green goddess dressing) — американська салатна заправка або соус, що зазвичай складається з майонезу, сметани, кервелю, шнітт-цибулі, анчоусів, естрагону, лимонного соку та чорного перцю. Може використовуватися як соус-дип для вмочування.

## Історія
Заправка названа через свій колір. За найпоширенішою теорією, вона була придумана в 1923 шеф-кухарем Palace Hotel в Сан-Франциско Філіпом Ромером. Він хотів віддати шану актору Джорджу Арліссу та його популярній п'єсі «Зелена богиня». Кухар придумав цю заправку, яка, як і п'єса, невдовзі стала хітом.
На той час в Америці увійшло в моду називати страви іменами відомих людей. Наприклад, в 1910 році в різдвяному меню Palace Hotel була страва «Курка Тетрацціні», названа на честь відомої італійської оперної співачки Луїзи Тетраціні, дуже популярної в США.
Вважається, «Зелена богиня» є різновидом заправки, придуманою у Франції кухарем Людовіка XIII, який приготував sauce au vert (зелений соус), що традиційно подається з «зеленим вугром».
У 1948 році New York Times опублікувала рецепт заправки, до складу якої входив вустерський соус. Пізніші рецепти включали такі додавання, як авокадо або базилік.
На початку 1970-х виробник заправок для салатів Seven Seas випустив версію заправки «Зелена богиня» у пляшках. Вона, як і раніше, виробляється в обмежених кількостях, хоча компанія була куплена Kraft Foods.